# Hypholoma ericaeoides
Hypholoma ericaeoides är en svampart som beskrevs av P.D. Orton 1960. Hypholoma ericaeoides ingår i släktet Hypholoma och familjen Strophariaceae.  Arten är reproducerande i Sverige. Inga underarter finns listade i Catalogue of Life.

## Källor

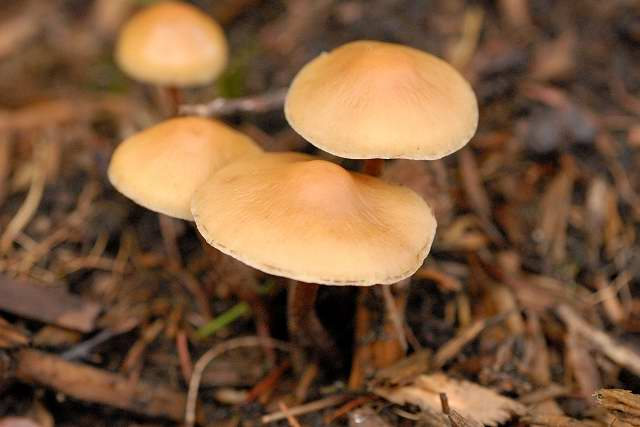
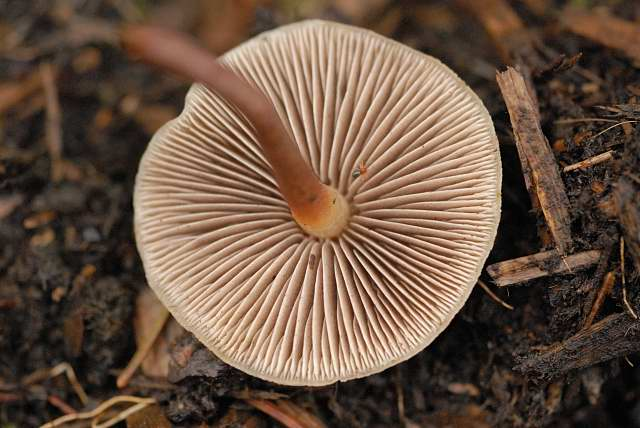